# ماساهیرو کانو
ماساهیرو کانو (انگلیسی: Masahiro Kano؛ زادهٔ ۴ آوریل ۱۹۷۷) بازیکن فوتبال اهل ژاپن است.